# Edson Rodrigues
Edson Rodrigues (* 13. März 1967 in Maringá), auch bekannt als Garça, ist ein ehemaliger brasilianischer Fußballspieler.

## Karriere
Garça begann seine Profilaufbahn 1985 beim brasilianischen Grêmio Maringá. 1992 wechselte er zum japanischen Erstligisten Nagoya Grampus Eight. Für Nagoya bestritt er insgesamt 52 Erstligaspiele und schoss dabei vier Tore. 1995 kehrte er nach Brasilien zurück. Hier spielte er bis 1997 für AE Araçatuba, União São João EC und Maringá FC.